# Chefornak
Chefornak ist ein Ort mit dem Status einer City in der Bethel Census Area in Alaska. Das U.S. Census Bureau hatte bei der Volkszählung 2020 eine Einwohnerzahl von 506 ermittelt. Das Eskimo-Dorf liegt im Yupik-Sprachenraum.

## Geographie
Chefornak befindet sich im Südwesten von Alaska am linken, südlichen Flussufer des Kinia River, ein Zufluss des Beringmeeres, 10 km von der Küste entfernt. Chefornak befindet sich 153 km westsüdwestlich vom Verwaltungszentrum Bethel. Der etwa vier Meter über dem Meeresspiegel gelegene Ort befindet sich im Yukon-Kuskokwim-Delta und im Schutzgebiet Yukon Delta National Wildlife Refuge. Chefornak verfügt über den Flugplatz Chefornak. Nächstgelegene Orte sind Kipnuk, 28 km südsüdöstlich, sowie Nightmute, 43 km nordnordwestlich.

## Geschichte
Mitte des 20. Jahrhunderts zogen die Einwohner eines an der Meeresküste gelegenen Dorfes zum heutigen Standort und gründeten das Dorf Chefornak. Beim U.S. Census 2050 tauchte der Ort als „unincorporated village“ auf. 1974 erhielt Chefornak den Status einer City. Heute lebt die Bevölkerung hauptsächlich von Subsistenzwirtschaft.

## Demografie
Zum Zeitpunkt der Volkszählung im Jahre 2020 (U.S. Census 2020) hatte Chefornak 506 Einwohner auf einer Landfläche von 13,56 km². Von den Einwohnern waren 17 Weiße sowie 460 amerikanisch-indianischer Abstammung.
Beim Zensus im Jahr 2000 wurden 394 Einwohner gezählt, 2010 waren es 418. Die Bevölkerungsentwicklung war in den letzten Jahren ansteigend.